# Pierre-Jean Berrou
Pour les articles homonymes, voir Berrou.
Pierre-Jean Berrou, né le 4 avril 1930 à Guilvinec dans le Finistère et mort le 9 juillet 2023 à Pont-l'Abbé, est un historien français spécialisé dans le pays Bigouden.

## Biographie
Pierre-Jean Berrou est fils et petit-fils de marin-pêcheur. Entré à l’École normale de Quimper en 1946, il devient d’abord instituteur puis professeur de collège (PEGC). Élève de l’université de Brest, il passe l’agrégation de géographie en 1972. Ses travaux portent à la fois sur la géomorphologie, la préhistoire et l’histoire du pays Bigouden.

### Géomorphologie
Ses recherches portèrent dans un premier temps sur la géomorphologie du littoral breton. Son mémoire de maitrise concerne le Sud-Finistère « l’étude sédimentologique et géomorphologique des dunes du littoral de la Baie des Trépassés à la Pointe de Raguenez en Clohars-Carnoët » (1971).

### Préhistoire et patrimoine
Pierre-Jean Berrou participa à de nombreuses fouilles archéologiques avec Pierre-Roland Giot, dont il était le correspondant dans le Sud-Finistère. À ce titre, il découvrit plusieurs sites de surface dans le Pays Bigouden, le plus souvent des sites épipaléolithiques. Il participa aux découvertes des sites mésolithiques dans la région de Plovan sur la période 1964-1970. En 1973, il rédigea notamment avec Pierre Gouletquer un article sur le mésolithique de Plovan.

### Histoire
Pierre-Jean Berrou entreprit également la rédaction d’études relatives à l’Histoire de sa ville natale, Guilvinec. Parmi ses thèmes privilégiés, l’on peut distinguer l’évolution de la pêche, la ville pendant la Seconde Guerre mondiale, et l’origine de la population guilviniste. Il rédigea ses études en étant à l’écoute des témoins ou acteurs locaux (patrons-pêcheurs, marins, ouvrières d’usine, Résistants de la France Libre et de la France occupée…).

## Publications

### Géomorphologie
- Revue Penn ar Bed no 43 « Une plage Fossile à Penmarch », 1965
- Granulométrie des sables dunaires du Finistère Sud, 1972 (Avec Jean-Claude Bodéré)

### Préhistoire
- L’Épipaléolithique de la région de Plovan Bulletin de la Société préhistorique française, 1973 (Avec Pierre Gouletquer)
- Le Patrimoine des communes du Finistère (commune de Guilvinec) Édition Flohic, 1998
- Histoire du pays Bigouden avec Serge Duigou, Jean-Michel Le Boulanger, Annick Fleitour, Éditions Palantines, 2002
- Le Cap Sizun : au pays de la pointe du Raz et de l'île de Sein avec Jean-Michel Le Boulanger, Serge Duigou, Pierre Portais et Annick Fleitour, Éditions Palantines, 2005

### Histoire
- Hier Le Guilvinec-Léchiagat livre d’Histoire illustré, Collection Mémoire, Éditions Châtain, 1994

### Articles du bulletin municipalAr Gelveneg
- BM no 1 Comment le Guilvinec est devenu commune indépendante, Imprimerie du Marin, Plomeur, 1984
- BM no 2 Les guilvinistes volontaires de la France Libre, 1985
- BM no 3 Le village du Guilvinec en 1840, 1986
- BM no 4 Les grandes rafles de juin 1944 Guilvinec-Léchiagat, 1987
- BM no 5 Le Guilvinec, Léchiagat…au temps de la Révolution, 1988
- BM no 6 Les débuts de l’Union Sportive Guilviniste, 1989
- BM no 7 Les grandes fêtes des langoustines, 1990
- BM no 8 À l’abri du marin du Guilvinec, autrefois, 1991
- BM no 9 L’origine des habitants du Guilvinec 1840-1881, Martoloded ar Guelveneg, 1992
- BM no 10 Une pêche disparue au Guilvinec, la pêche du maquereau de dérive, 1993
- BM no 11 La Résistance et la Libération au Guilvinec, 1996
- BM no 12 Migrations guilvinistes à Quiberon dans les années 30, 1997
- BM no 13 Migrations guilvinistes vers les portes du Sud II, 1998
- BM no 14 120 ans d’Histoire du Guilvinec, 1999

### Dans la revueCap Caval: Histoire, Ethnologie, langue et culture bretonne
- Revue nos 2 et 3 Les douaniers du Guilvinec et leurs descendants, 1984
- Revue no 4 Mousse au Guilvinec au début du siècle
- Revue nos 7 et 8 Les fusillés marins bigoudens de la « France libre »